# Le Rêve (Chagall)
Pour les articles homonymes, voir Le Rêve.
Le Rêve – autrefois Le Lapin – est un tableau réalisé par le peintre soviétique Marc Chagall en 1927. Cette huile sur toile représente un lapin que l'on pourrait confondre avec un âne portant sur son dos une femme allongée devant un paysage inversé montrant le sol en haut et la Lune en bas. Elle est conservée au musée d'Art moderne de Paris, à Paris.